# Chrysina resplendens
Chrysina resplendens è un coleottero appartenente alla famiglia degli Scarabeidi (sottofamiglia Rutelinae), che si trova in Costa Rica, Panama, El Salvador e altri paesi del Centro America.
Il suo colore tipico fa sì che venga chiamato anche scarabeo gioiello centro-Americano (Jewel scarab beetle in inglese).

## Descrizione

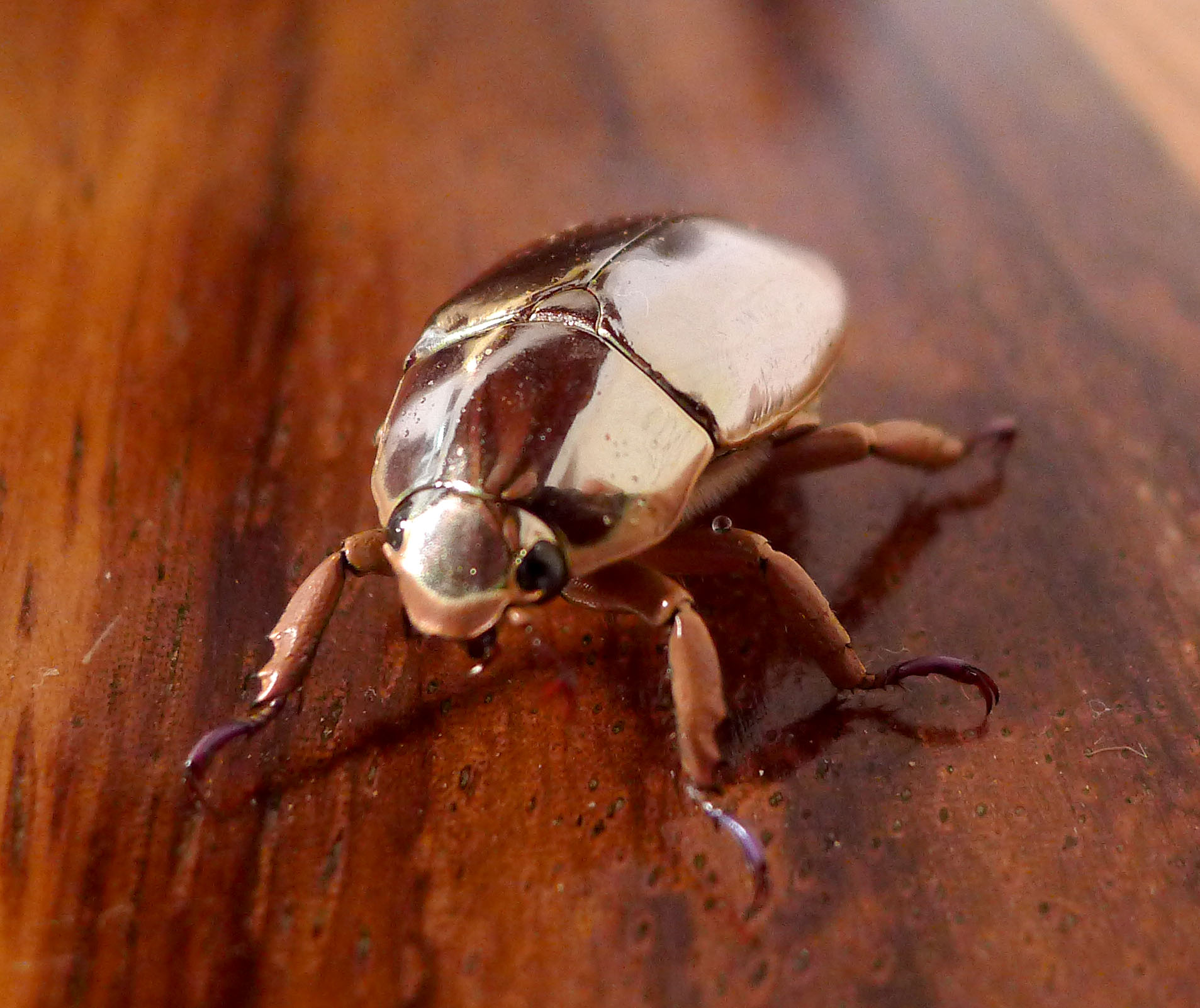
Un esemplare di Chrysina resplendens che esibisce il tipico color oro metallico.

Chrysina resplendens ha una tipica colorazione metallica dorata, che può avere una saturazione più o meno intensa. Il suo aspetto ha fatto sì che sia un animale particolarmente apprezzato dai collezionisti.
Secondo uno studio dei fisici dell'Università di Exeter, il segreto del loro esoscheletro che sembra fatto d'oro puro è la sua alta riflettività, che manipola anche la polarizzazione della luce in modo inusuale.